# Quanita Adams
Quanita Adams es una actriz sudafricana de teatro, cine y televisión.

## Biografía
Nacida en Ciudad del Cabo, Adams ha actuado en más de treinta películas para cine y televisión en su país natal. Una de sus primeras apariciones en el cine sudafricano se dio en la cinta Forgiveness junto con Arnold Vosloo en 2004. Ese mismo año apareció en Cape of Good Hope y durante la década de 2000 actuó en algunas series de televisión y en producciones teatrales. En 2008 ganó el premio teatral Fleur du Cap a la mejor actriz de reparto por su papel en Cissie. Adams ya había ganado otros galardones en ediciones anteriores del certamen.
Como guionista ha colaborado en producciones para televisión como Rugby Motors (2012), Sterlopers (2016) y Vinkel and Koljander (2016).

## Filmografía

### Cine y televisión
- 2020 - Ekstra Medium (serie de TV)
- 2020 - Barakat
- 2019 - Agulhas (cortometraje)
- 2018 - Susters
- 2017 - Sara se Geheim (serie de TV)
- 2016 - The Chemo Club
- 2016 - Cazadores de leyendas (serie de TV)
- 2016 - Tess
- 2016 - Vinkel & Koljander (serie de TV)
- 2016 - Jab (serie de TV)
- 2015 - Wallander (serie de TV)
- 2015 - Dominee-truuks (cortometraje)
- 2015 - Assignment
- 2014 - Konfetti
- 2013 - Cold Harbour
- 2013 - Offer (cortometraje)
- 2013 - Jimmy in Pienk
- 2013 - Mad Dogs (serie de TV)
- 2012 - Rugby Motors (serie de TV)
- 2012 - Material
- 2011 - Skeem
- 2011 - Hartland (serie de TV)
- 2010 - Intersexions (serie de TV)
- 2009 - Gargoyle (cortometraje)
- 2008 - Holby City (serie de TV)
- 2007 - Inundación
- 2006 - Orion (serie de TV)
- 2006 - Ongeriewe (cortometraje)
- 2006 - Urgencias (serie de TV)
- 2004 - Cape of Good Hope
- 2004 - Forgiveness